# Ken Schofield
Ken Schofield (3 februari 1946) was directeur van de Europese PGA Tour van 1975 tot en met 2004.

## Carrière
Schofield werd in Schotland geboren en begon zijn carrière bij een bank. In 1975 volgde hij John Jacobs op als directeur van de Europese Tour, die toen nog maar uit 17 toernooien bestond. Onder zijn leiding groeide dit uit tot 45 toernooien. In zijn jaren kwamen daar ook de Europese Challenge Tour en de Europese Senior Tour bij, waardoor het totaal aantal toernooien bijna 100 werd.
De Amerikaanse PGA Tour onderscheidde hem in 2006 met de Ambassador of Golf Award en in mei 2013 werd hij lid van de World Golf Hall of Fame. 